# Mallophora thompsoni
Mallophora thompsoni är en tvåvingeart som beskrevs av Artigas 1980. Mallophora thompsoni ingår i släktet Mallophora och familjen rovflugor.
Artens utbredningsområde är Paraguay. Inga underarter finns listade i Catalogue of Life.